# NGC 1672
NGC 1672是位於劍魚座的一個棒旋星系。它最初被認為是劍魚座星系團的成員，然而，稍後就被排除了。NGC 1672有個巨大的棒，估計長達20,000秒差距。從它的核心、棒、和螺旋臂內側的一部分都有強烈的無線電發射。核心是西佛2和，並且被星暴區域吞沒。最強的極化發射來自它的東北方塵埃帶的上游，磁場線相對於棒有著大角度並且平滑的轉到中心。  

## 綜合結構
星系的中心包含高表面亮度的棒，和四條像絲狀的螺旋臂從棒的兩端向外延伸。螺旋臂是不對稱的；其中一條在盤面東北部份的旋臂明顯的比在另一側對應的明亮。螺旋臂中也包含一些恆星形成區，其中有些大小達到4′′.。

## 核心
NGC 1672核心的類型還不確定。大多數的星系可以由它們的光譜類為下列三種中的之一：
- 電離氫區核：有著類似銀河系恆星形成區的光譜，因此是恆星形成區與核心結合在一起的活動區。
- 西佛核心：活躍星系核（AGN）的一種，可能包含一個超大質量黑洞。
- 低電離星系核：一種核心有著來自微弱離子氣體的譜線發射的類型，可以是恆星形成區域或是大質量黑洞。

然而，NGC 1672是鄰近的星系中，不能歸類於其中的任何一種類型的少數幾個天體之一，它的光譜顯示是介於這三種類型之間。它的核心有可能實際上包含恆星形成區域和活躍星系核。在一些頻譜上（像是紫外線），恆星形成區是發射線的主要來源。

## 外部連結
- Hubblesite Newscenter: Pictures and description（页面存档备份，存于）